# Mercator-Weltkarte von 1587

Die Weltkarte von 1587 aus der Chester Beatty Library

Die Mercator-Weltkarte von 1587 (Kurztitel des Originals Orbis terrae compendiosa descriptio) ist eine Weltkarte von Rumold Mercator, dem drittgeborenen Sohn des Kartografen Gerhard Mercator. Die Karte entstand in Stereografischer Projektion und stellt eine verkleinerte Umzeichnung der 1569 erschienenen Karte des Vaters dar. Die von Rumold angewandte Projektion wurde typenbildend, sodass Nachzeichnungen der Karte heute noch weit verbreitet sind.

## Geschichte
In den 1580er Jahren arbeitete Gerhard Mercator gerade an den einzelnen Elementen seines als Kosmografie in fünf Teilen zu veröffentlichenden Hauptwerkes. So erschienen mehrere Teillieferungen von Karten, die später den posthum herausgegebenen Atlas von 1595 vervollständigen sollten. 1586/1587 erreichte ihn die Anfrage des Verlegers Eustathius Vignon aus Arras, der die zehn Bücher der Geografie des Strabon neu herausbringen wollte. Er bat den Kartografen um die Herstellung einer Karte, die sowohl die Alte, als auch die Neue Welt zeigen sollte.
Gerhard Mercator zog seinen Sohn Rumold hinzu, der in dieser Zeit immer wieder zwischen London, Köln, Duisburg und Antwerpen pendelte. Rumold lernte dort beim Verlag Birckmann buchhändlerische und kaufmännische Geschäfte kennen. Allerdings hatte er bereits in den 1560er Jahren durch den Vater und dessen Schwiegersohn Johannes Molanus eine kartografische Grundausbildung erhalten. Der Vater vermittelte den Auftrag an den Sohn. Dieser sollte die 1569 erschienene Weltkarte Gerhard Mercators als Vorbild nehmen.
Die Karte erschien erstmals in der von Vignon in Genf herausgegebene Strabon-Ausgabe des Isaak Casaubonus und war dem Richard Garthus, einem Freund Rumolds gewidmet. Rumold Mercator hatte sich bei der Erstellung nicht nur an der Karte des Vaters orientiert, sondern griff auch auf ältere Werke des Leuvener Professors Gemma R. Frisius zurück. Die Weltkarte erlebte eine lange Rezeptionsgeschichte, weil sie, nach dem Tod des Vaters, Eingang in den Mercator-Atlas von 1595 fand. Da die Karte ursprünglich für ein kleineres Buchformat gestochen worden war, gab man ihr hier einen erklärenden Text zur Seite.
In der Folgezeit griffen auch andere Kartografen auf die Karte des Rumold Mercator zurück. So wurde die Karte bereits in anderen Atlas-Ausgaben als der Erstauflage von Michael Mercator, dem Sohn Arnold Mercators, überarbeitet, wobei dieser auch eine neue Druckplatte herstellte. Die Platte gelangte an den Verleger Jodocus Hondius, der sie in die unter dem Namen Mercator-Hondius-Atlanten bekannten Kartenwerke aufnahm. Die Karte Rumold Mercators ist aufgrund ihrer ästhetischen Anmutung als Druck im Kunsthandel weit verbreitet.

## Beschreibung
Die Karte von 1587 entstand als Umzeichnung der Karte von 1569. Rumold schuf die Karte in stereografisch-äquatorständiger Projektion als Doppel-Planisphäre. Dabei orientierte er sich wohl an Werken des Gemma R. Frisius, der als Lehrmeister des Vaters in Erscheinung getreten war. Die Karte übernahm die Darstellungen des Vaters und griff auch die hier verbreiteten Fehler auf. So füllt ein großer Südkontinent (terra australis) den unteren Teil des Kartenbildes aus. Auch die Fehleinschätzungen der Geografie Asiens wurden übernommen. → siehe auch: Mercator-Weltkarte von 1569#Fehler auf der Karte
Daneben weist die Karte auch noch eigenständige Besonderheiten auf. So finden sich aufgrund des geringeren Maßstabs viel weniger Orte als auf der väterlichen Vorlage. Die Mercator-Karte von 1587 übernahm Bargu und Anian als Teil Nordamerikas. Außerdem zeichnete Rumold eine Verbindung zwischen dem Saphat und dem Kongo bzw. Nil. Dagegen weisen der Nil und der Niger keine gemeinsame Mündung auf.

## Exemplare

Die Kartenausgabe, die 1595 dem Atlas mit einem Begleittext beigefügt wurde

Aufgrund der bis heute reichen Rezeptionsgeschichte der Karte und ihrer geringen Größe im Vergleich zu den großen Wandkarten Gerhard Mercators, haben sich von der Rumold-Weltkarte viele Exemplare erhalten. So ist das Werk in allen bekannten Ausgaben des Mercator-Atlas von 1595 und seinen Nachfolgeausgaben zu finden. Besondere Bedeutung hat hier die Weltkarte in der Berliner Atlas-Ausgabe, von der 2012 eine Faksimile-Ausgabe herausgebracht wurde. Die ursprüngliche Karte aus der Strabon-Ausgabe wird in folgenden Kultureinrichtungen aufbewahrt:
- Berlin, Staatsbibliothek zu Berlin – Preußischer Kulturbesitz
- Birmingham, Rucker Agee Map Collection, Birmingham Public Library
- Dublin, Chester Beatty Library
- Duisburg, Kultur- und Stadthistorisches Museum (zwei Ausgaben)
- London, British Library
- München, Bayerische Staatsbibliothek
- Paris, Bibliothèque nationale de France[7]